# ラマッラー・アル＝ビーレ県
ラマッラー・アル＝ビーレ県（アラビア語: محافظة رام الله والبيرة、ヘブライ語: נפת רמאללה ואל-בירה）は、パレスチナ自治区ヨルダン川西岸地区中部の県。
パレスチナ自治区の事実上の首都ラマッラーを中心として形成される。

## 概要
ラマッラー・アル＝ビーレ県という県名は二つの都市名に由来し、その県名にある通りラマッラーとアル＝ビーレという都市が県内にある。
面積は855km²でパレスチナ自治区の県中2位で、人口は33万8400人で4位。

## 位置
西部および南西部はイスラエル、南部にはエルサレムと接する。
|    |          | 北                                        |          |    |
|    |          | サルフィート県・ ナーブルス県             |          |    |
| 西 | 中央地区 | ラマッラー・アル＝ビーレ県                | エリコ県 | 東 |
|    |          | エルサレム地区・エルサレム・ エルサレム県 |          |    |
|    |          | 南                                        |          |    |

## 行政区画

### 基礎自治体
- Bani Zeid
- Bani Zeid al-Sharqiya
- Beit Liqya
- Bir Zeit
- Deir Ammr
- Deir Dibwan
- Jarir
- Al-Ittihad
- Kharbatha al-Misbah
- Al-Mazra'a ash-Sharqiya
- Ni'lin
- Silwad
- Sinjil
- Turmus Ayya
- Al-Zaitouah

基礎自治体の下には村がある。

### 都市
- ラマッラー：県庁所在地。
- アル＝ビーレ
- Beitunia
- Rawabi：建設中

### 難民キャンプ
- Am'ari
- Qalandia
- Jalazone